# Apollo 12
Apollo 12 (14–24 tháng 11 năm 1969) là chuyến bay có người lái thứ sáu trong chương trình Apollo của Hoa Kỳ và là chuyến bay thứ hai đưa con người hạ cánh xuống Mặt Trăng. Sứ mệnh được NASA phóng lên vào ngày 14 tháng 11 năm 1969 từ Trung tâm Vũ trụ Kennedy ở Florida. Chỉ huy Charles "Pete" Conrad cùng Phi công Mô-đun Mặt Trăng Alan L. Bean đã dành hơn một ngày và bảy giờ để hoạt động trên bề mặt Mặt Trăng trong khi Phi công Mô-đun Chỉ huy Richard F. Gordon ở lại trên quỹ đạo thiên thể này.
Apollo 12 sẽ là tàu đầu tiên đổ bộ xuống Mặt Trăng nếu như Apollo 11 thất bại, nhưng sau thành công của nhiệm vụ trước đó, sứ mệnh đã bị hoãn lại hai tháng và các nhiệm vụ Apollo khác cũng được sắp xếp theo một lịch trình thoải mái hơn. Thời gian đào tạo địa chất để chuẩn bị cho Apollo 12 vì vậy cũng nhiều hơn so với Apollo 11, cho phép Conrad và Bean thực hiện một số chuyến đi thực tế về địa chất để chuẩn bị cho nhiệm vụ. Tàu vũ trụ và phương tiện phóng của Apollo 12 gần như giống hệt với Apollo 11. Sứ mệnh còn bổ sung thêm hai chiếc võng để cung cấp cho Conrad và Bean một nơi nghỉ ngơi thoải mái ở Mô-đun Mặt Trăng trong thời gian làm nhiệm vụ trên vệ tinh tự nhiên của Trái Đất.
Ngay sau khi được phóng lên vào một ngày mưa rào tại Trung tâm Vũ trụ Kennedy, Apollo 12 đã bị sét đánh hai lần, gây ra sự cố cho thiết bị nhưng không có thiệt hại lớn. Phi hành đoàn nhận thấy rằng việc chuyển sang nguồn điện phụ trợ có thể giải quyết vấn đề chuyển tiếp dữ liệu và giúp cứu vãn nhiệm vụ. Cuộc hành trình tới Mặt Trăng tương đối thuận lợi. Vào ngày 19 tháng 11, Conrad và Bean hạ cánh chính xác tại vị trí dự kiến, cách tàu thăm dò robot Surveyor 3 không xa. Qua đó, họ chứng minh rằng NASA đủ khả năng lập kế hoạch cho các sứ mệnh trong tương lai với kỳ vọng phi hành đoàn có thể đáp xuống gần những địa điểm mang giá trị khoa học. Conrad và Bean triển khai Apollo Lunar Surface Experiments Package, một nhóm các thiết bị khoa học chạy bằng năng lượng hạt nhân, cũng như máy quay truyền hình màu đầu tiên được một sứ mệnh Apollo đưa lên bề mặt Mặt Trăng. Tuy nhiên, việc truyền tín hiệu đã kết thúc sau khi Bean vô tình hướng máy ảnh về phía Mặt Trời và làm cháy cảm biến. Ở lần thứ hai trong tổng cộng hai lần đi bộ trên Mặt Trăng, phi hành đoàn di chuyển đến Surveyor 3 và tháo rời các bộ phận của tàu thăm dò để mang về Trái Đất.
Mô-đun Mặt Trăng Intrepid cất cánh khỏi Mặt Trăng vào ngày 20 tháng 11 và ghép nối với mô-đun chỉ huy, sau đó trở về Trái Đất. Nhiệm vụ Apollo 12 kết thúc vào ngày 24 tháng 11 với một cú splashdown.

## Nhân sự
| Vai trò                   | Phi hành gia                                          | Phi hành gia                                          |
| ------------------------- | ----------------------------------------------------- | ----------------------------------------------------- |
| Chỉ huy                   | Charles "Pete" Conrad Jr. Chuyến bay thứ ba           | Charles "Pete" Conrad Jr. Chuyến bay thứ ba           |
| Phi công Mô-đun Chỉ huy   | Richard F. Gordon Jr. Chuyến bay thứ hai và cuối cùng | Richard F. Gordon Jr. Chuyến bay thứ hai và cuối cùng |
| Phi công Mô-đun Mặt Trăng | Alan L. Bean Chuyến bay đầu tiên                      | Alan L. Bean Chuyến bay đầu tiên                      |

Tất cả các thành viên trong phi hành đoàn Apollo 12 đều là quân nhân thuộc Hải quân. Viên chỉ huy 39 tuổi là Charles "Pete Conrad. Ông trở thành phi công hải quân sau khi nhận bằng cử nhân kỹ thuật hàng không từ Đại học Princeton vào năm 1953. Tiếp đó, Conrad hoàn thành khóa học tại United States Naval Test Pilot School (tạm dịch: "Trường Phi công Thử nghiệm Hải quân Hoa Kỳ") ở Căn cứ không quân hải quân Patuxent River. Năm 1962, ông được chọn vào nhóm phi hành gia thứ hai và đã bay trên Gemini 5 vào năm 1965 cũng như làm phi công chỉ huy cho Gemini 11 vào năm 1966. Phi công Mô-đun Chỉ huy 40 tuổi Richard "Dick" Gordon cũng trở thành phi công hải quân vào năm 1953. Ông tốt nghiệp Đại học Washington với bằng hóa học và đã hoàn tất chương trình học tại Patuxent River. Gordon là thành viên của nhóm phi hành gia thứ ba (1963), từng bay chung với Conrad trên Gemini 11.
Phi công Mô-đun Mặt Trăng đầu tiên được bổ nhiệm cho Conrad là Clifton C. Williams Jr.; anh đã thiệt mạng vào tháng 10 năm 1967 khi chiếc T-38 mà anh lái rơi gần Tallahassee, Florida. Trong quá trình thành lập phi hành đoàn, Conrad muốn chọn cựu học sinh của ông tại trường đào tạo phi công thử nghiệm là Alan L. Bean. Tuy nhiên, Giám đốc Điều hành Phi hành đoàn (Director of Flight Crew Operations) Deke Slayton cho biết Bean không thể gia nhập do có một nhiệm vụ được giao trong chương trình Apollo Applications Program. Sau khi Williams mất, Conrad lại ngỏ ý muốn Bean một lần nữa, lần này Slayton đã nhượng bộ. Là thành viên trẻ nhất trong tổ bay khi chỉ mới 37 tuổi, Bean tốt nghiệp Đại học Texas năm 1965 với bằng kỹ thuật hàng không. Ông cũng là một phi công hải quân, thành viên nhóm phi hành gia thứ ba cùng với Gordon nhưng chưa bao giờ bay vào vũ trụ. Cả ba thành viên của Apollo 12 đều từng dự bị cho sứ mệnh Apollo 9 vào đầu năm 1969.
Phi hành đoàn dự phòng của Apollo 12 gồm có Chỉ huy David R. Scott, Phi công Mô-đun Chỉ huy Alfred M. Worden và Phi công Mô-đun Mặt Trăng James B. Irwin. Về sau họ trở thành phi hành đoàn chính trong sứ mệnh Apollo 15. Ngoài tổ bay chính và tổ bay dự phòng như trong các chương trình Mercury và Gemini, Apollo còn có một tổ bay thứ ba gọi là phi hành đoàn hỗ trợ. Slayton đã tạo ra tổ bay này vì Chỉ huy của Apollo 9, James McDivitt cho rằng với công tác chuẩn bị đang diễn ra trên khắp các cơ sở ở Hoa Kỳ, những cuộc họp cần sự tham gia của thành viên phi hành đoàn chuyến bay sẽ có khả năng bị bỏ lỡ. Phi hành đoàn này hỗ trợ theo lệnh của chỉ huy nhiệm vụ. Thường là những người có thâm niên thấp, do vậy công việc của họ là tập hợp các quy tắc của nhiệm vụ, kế hoạch bay và danh sách kiểm tra, cũng như phải liên tục cập nhật chúng. Đối với Apollo 12, họ là Gerald P. Carr, Edward G. Gibson và Paul J. Weitz. Các giám đốc chuyến bay (flight director) có Gerry Griffin (ca thứ nhất), Pete Frank (ca thứ hai), Clifford E. Charlesworth (ca thứ ba) và Milton Windler (ca thứ tư). Trong chương trình Apollo, họ có mô tả công việc chỉ gồm một câu, "Giám đốc chuyến bay có thể thực hiện bất kỳ hành động nào cần thiết để đảm bảo sự an toàn cho phi hành đoàn và thành công của sứ mệnh". Các liên lạc viên khoang vũ trụ (capsule communicator, viết tắt là CAPCOM) gồm Scott, Worden, Irwin, Carr, Gibson, Weitz và Don Lind.

## Chuẩn bị

### Lựa chọn địa điểm
Quá trình lựa chọn bãi đáp cho Apollo 12 chịu ảnh hưởng rất lớn từ Apollo 11. Những tiêu chuẩn nghiêm ngặt về địa điểm hạ cánh tiềm năng của Apollo 11, trong đó giá trị khoa học không phải là yếu tố chính, gồm có: chúng phải nằm gần đường xích đạo Mặt Trăng chứ không phải ở ngoại vi của phần bề mặt Mặt Trăng nhìn thấy từ Trái Đất; chúng phải tương đối bằng phẳng và không có chướng ngại vật lớn nào trên đường Mô-đun Mặt Trăng (LM) bay đến đó; và mức độ phù hợp được xác nhận bởi các bức ảnh chụp từ những tàu thăm dò Lunar Orbiter. Ngoài ra, NASA cũng muốn có một địa điểm thích hợp khác ở xa hơn về phía tây trong trường hợp nhiệm vụ bị trì hoãn và Mặt Trời mọc quá cao trên bầu trời tại bãi đáp ban đầu, ảnh hưởng tới điều kiện ánh sáng. Do cần đến ba ngày để phục hồi lại nếu phải hủy bỏ một phi vụ phóng, chỉ ba trong số năm địa điểm phù hợp được chỉ định là bãi đáp tiềm năng cho Apollo 11, trong đó bãi đáp của Apollo 11 ở Biển Tĩnh Lặng là điểm xa nhất về phía đông. Vì Apollo 12 sẽ là chuyến hạ cánh đầu tiên xuống Mặt Trăng nếu Apollo 11 thất bại, nên cả hai nhóm phi hành gia đều tham gia đào tạo tại cùng một nơi.
Với thành công của Apollo 11, ban đầu NASA dự định Apollo 12 sẽ đổ bộ tại một địa điểm xa hơn về phía tây Biển Tĩnh Lặng, nơi gọi là Sinus Medii. Tuy nhiên, điều phối viên lập kế hoạch của NASA Jack Sevier và các kỹ sư tại Trung tâm Chuyến bay Không gian có Người lái ở Houston đã tranh luận về việc hạ cánh gần miệng núi lửa, chỗ mà tàu thăm dò Surveyor 3 đáp xuống vào năm 1967, để cho phép các phi hành gia cắt ra những bộ phận của con tàu và mang về Trái Đất. Mặt khác, nơi này cũng phù hợp và có giá trị khoa học. Tuy nhiên, do Apollo 11 đã hạ cánh cách mục tiêu vài dặm nên một số trưởng quản lý NASA lo ngại Apollo 12 sẽ đáp xuống ở khoảng cách xa, khiến các phi hành gia không thể tiếp cận được tàu thăm dò và gây khó cho cơ quan. Song, khả năng thực hiện một cú hạ cánh chính xác là điều cần thiết nếu muốn tiến hành chương trình thám hiểm của Apollo. Cuối cùng vào ngày 25 tháng 7 năm 1969, Quản lý Chương trình Apollo (Apollo Program Manager) Samuel Phillips chỉ định nơi gọi là hố va chạm Surveyor làm địa điểm hạ cánh, bất chấp sự phản đối của các thành viên trong hai hội đồng lựa chọn bãi đáp.
Để xác định vị trí của Surveyor 3, NASA cho mời Ewen Whitaker. Ông từng cùng với Gerard Kuiper làm việc trên nhiều bản đồ Mặt Trăng và là người tìm ra địa điểm hạ cánh của Surveyor 1 với độ chính xác cao hơn NASA. Bằng việc nghiên cứu hình ảnh từ Surveyor 3 và so sánh chúng với ảnh chụp hàng nghìn miệng hố tương tự dưới kính hiển vi, ông đã xác định được hai tảng đá gần Surveyor 3, từ đó chỉ ra vị trí của tàu thăm dò.

### Huấn luyện và chuẩn bị

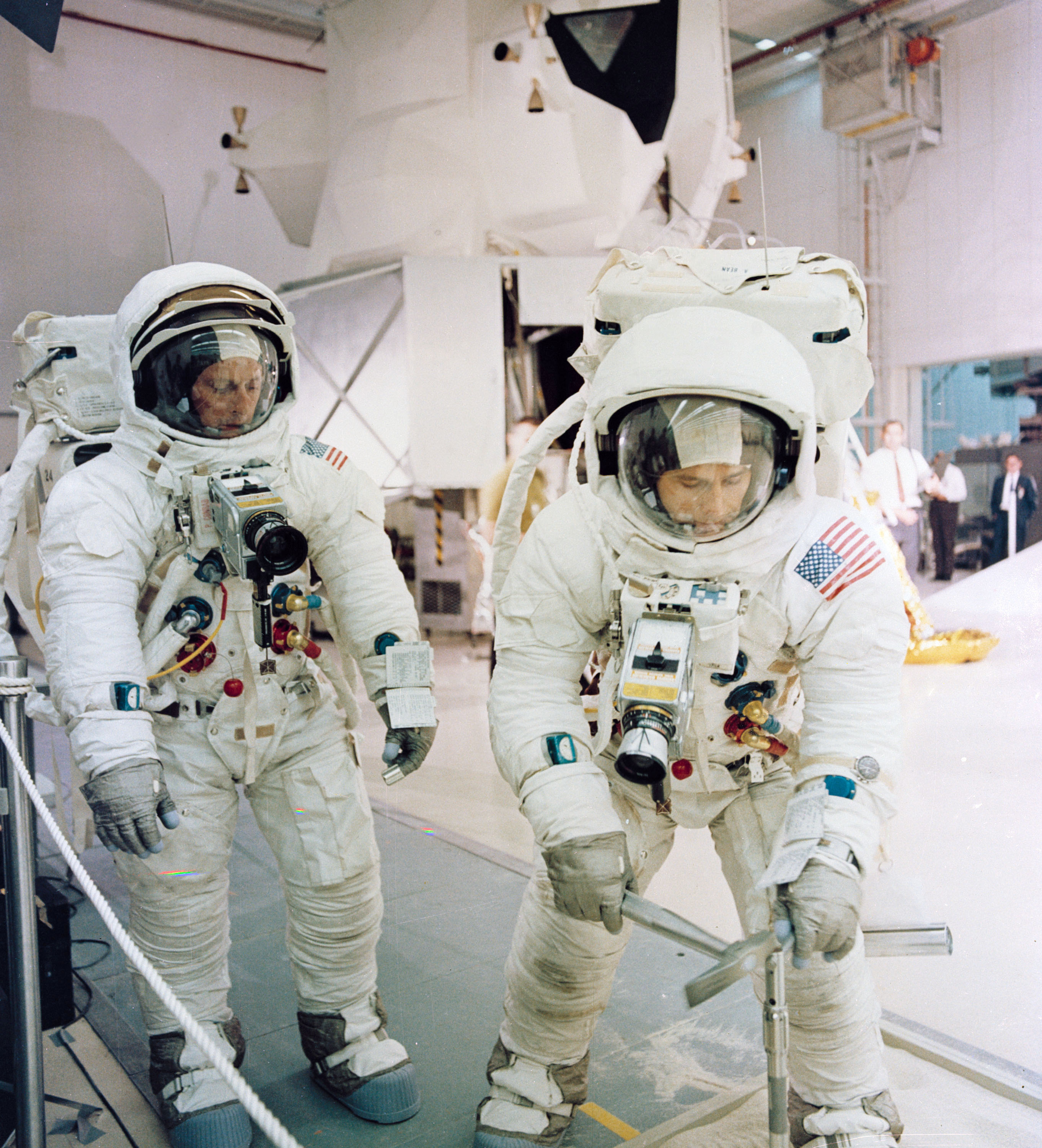
Conrad và Bean diễn tập các hoạt động trên bề mặt Mặt Trăng trước nhiệm vụ.

Đối với mỗi giờ bay trong sứ mệnh, phi hành đoàn Apollo 12 đã dành ra năm tiếng tương ứng để huấn luyện chuyên biệt cho nhiệm vụ; tổng cộng ước tính hơn 1.000 giờ mỗi thành viên. Conrad và Bean được đào tạo nhiều hơn so với Neil Armstrong và Buzz Aldrin ở Apollo 11, chưa tính 1.500 giờ huấn luyện trên Apollo 9 với tư cách phi hành đoàn dự phòng. Mỗi phi hành gia Apollo 12 dành hơn 400 giờ trong các thiết bị mô phỏng mô-đun chỉ huy (CM) và LM, vài buổi trong số đó còn được liên kết theo thời gian thực với những người điều khiển chuyến bay ở Trung tâm Kiểm soát Sứ mệnh. Để thực hành hạ cánh xuống Mặt Trăng, Conrad đã lái Lunar Landing Training Vehicle (tạm dịch: "Phương tiện Huấn luyện Đổ bộ Mặt Trăng"; viết tắt là LLTV); hoạt động huấn luyện này vẫn được cho phép mặc dù trước đó Armstrong đã buộc phải nhảy dù khỏi một phương tiện tương tự vào năm 1968 ngay trước khi nó rơi xuống.
Sau khi được giao chỉ huy phi hành đoàn Apollo 12, Conrad liền đến gặp gỡ các nhà địa chất của NASA và bày tỏ mong muốn rằng việc huấn luyện cho các hoạt động trên bề mặt Mặt Trăng sẽ tương tự như Apollo 11, nhưng không được công khai hoặc có sự tham gia của giới truyền thông. Conrad cảm thấy bản thân đã bị báo chí lạm dụng trong chương trình Gemini, và chuyến đi thực địa địa chất duy nhất của Apollo 11 gần như là một thảm họa với sự hiện diện của đám đông giới truyền thông – các phi hành gia đã gặp khó khăn trong việc nghe thấy nhau do có một chiếc trực thăng báo chí bay lơ lửng trên không. Sau khi Apollo 11 trở về vào tháng 7 năm 1969, thời gian cho đào tạo địa chất được phân bổ nhiều hơn nhưng phi hành đoàn vẫn tập trung huấn luyện trong các thiết bị mô phỏng. Trong sáu chuyến thực địa địa chất của Apollo 12, các phi hành gia sẽ thực hành như thể đang ở trên Mặt Trăng; họ thu thập mẫu vật rồi ghi lại chúng bằng hình ảnh, đồng thời giao tiếp với CAPCOM và các nhà địa chất ở khuất tầm nhìn trong một chiếc lều gần bên. Sau đó, sẽ có người đánh giá hiệu suất chọn mẫu vật và chụp ảnh của các phi hành gia. Các nhà khoa học liên tục thay đổi quy trình ghi chép bằng ảnh; sau bốn hoặc năm lần như vậy, Conrad yêu cầu họ không được thay đổi nữa. Với việc Apollo 11 quay trở về, phi hành đoàn Apollo 12 có thể xem qua các mẫu vật Mặt Trăng và lắng nghe tóm tắt từ những nhà khoa học.

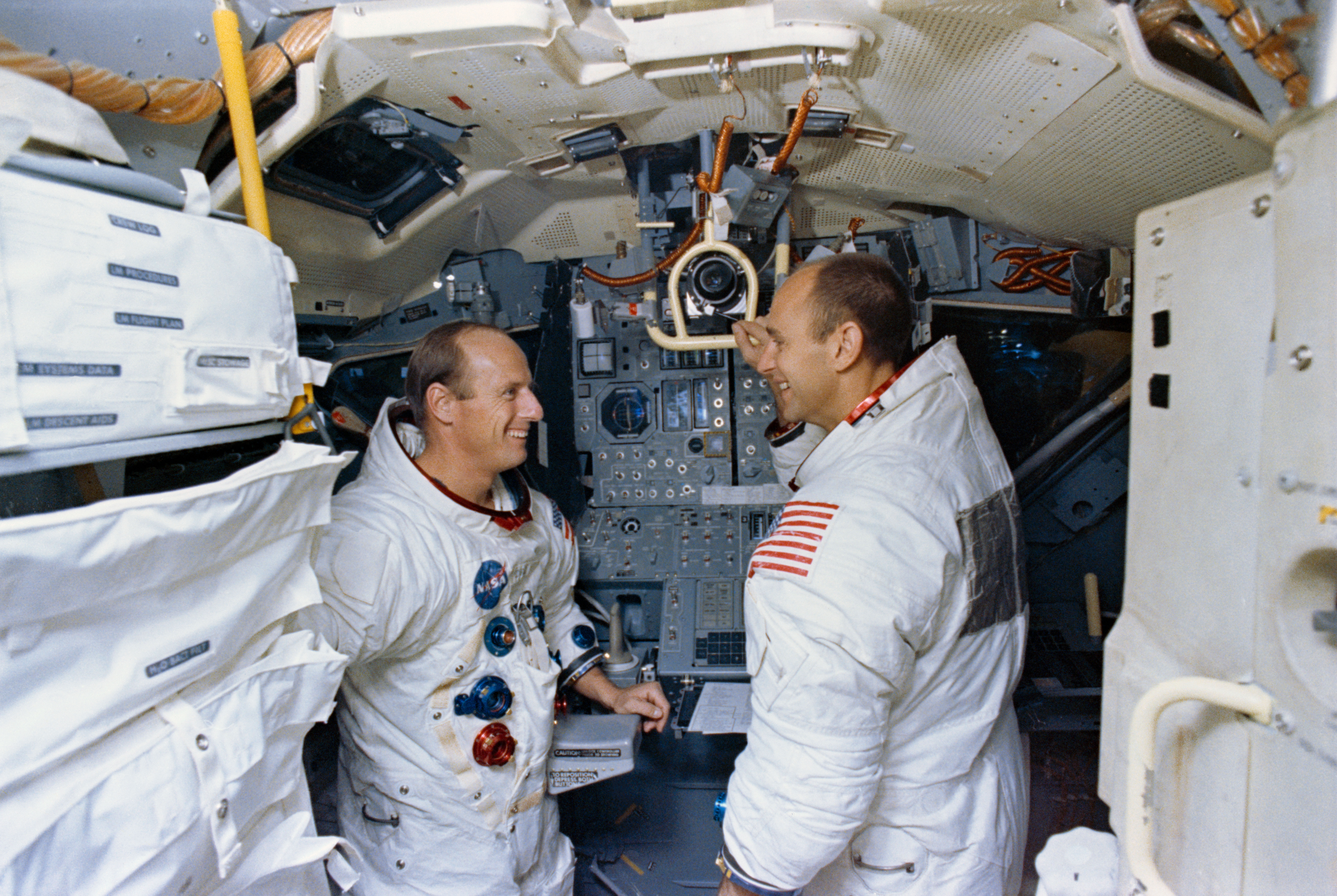
Conrad và Bean bên trong thiết bị mô phỏng LM

Do Apollo 11 nhắm đến khu vực hạ cánh hình elip thay vì một điểm cụ thể nên không có kế hoạch nào cho các chuyến đi địa chất, thay vào đó phi hành đoàn sẽ thực hiện nhiệm vụ tại những địa điểm do chính họ lựa chọn. Đối với Apollo 12, trước khi tiến hành sứ mệnh, một số thành viên trong nhóm địa chất của NASA đã đến gặp phi hành đoàn để đề xuất vạch ra các tuyến đường khả thi cho Conrad và Bean. Kết quả là sẽ có bốn chuyến đi, dựa trên bốn bãi đáp tiềm năng của LM. Cũng từ nhiệm vụ này trở đi, các kế hoạch thực địa địa chất đã được tính toán cụ thể hơn và còn có sự tham gia của một số tổ chức khác.
Các tầng của mô-đun Mặt Trăng (LM-6) chuyển đến Trung tâm Vũ trụ Kennedy (KSC) vào ngày 24 tháng 3 năm 1969 rồi ghép lại với nhau vào ngày 28 tháng 4. Mô-đun chỉ huy CM-108 và mô-đun dịch vụ SM-108 có mặt tại KSC vào ngày 28 tháng 3, cuối cùng được ghép với nhau vào ngày 21 tháng 4. Sau khi lắp đặt thiết bị và thử nghiệm, các chuyên gia đưa tên lửa đẩy với tàu vũ trụ đến Tổ hợp Phóng 39A vào ngày 8 tháng 9 năm 1969. Lịch trình đào tạo hoàn tất theo kế hoạch vào ngày 1 tháng 11 năm 1969; các hoạt động sau ngày đó sẽ được coi là luyện tập. Phi hành đoàn cảm thấy rằng, ngoại trừ một số điểm, phần lớn quá trình đào tạo đã giúp họ có sự chuẩn bị đầy đủ cho sứ mệnh lên Mặt Trăng.

## Phần cứng

### Phương tiện phóng

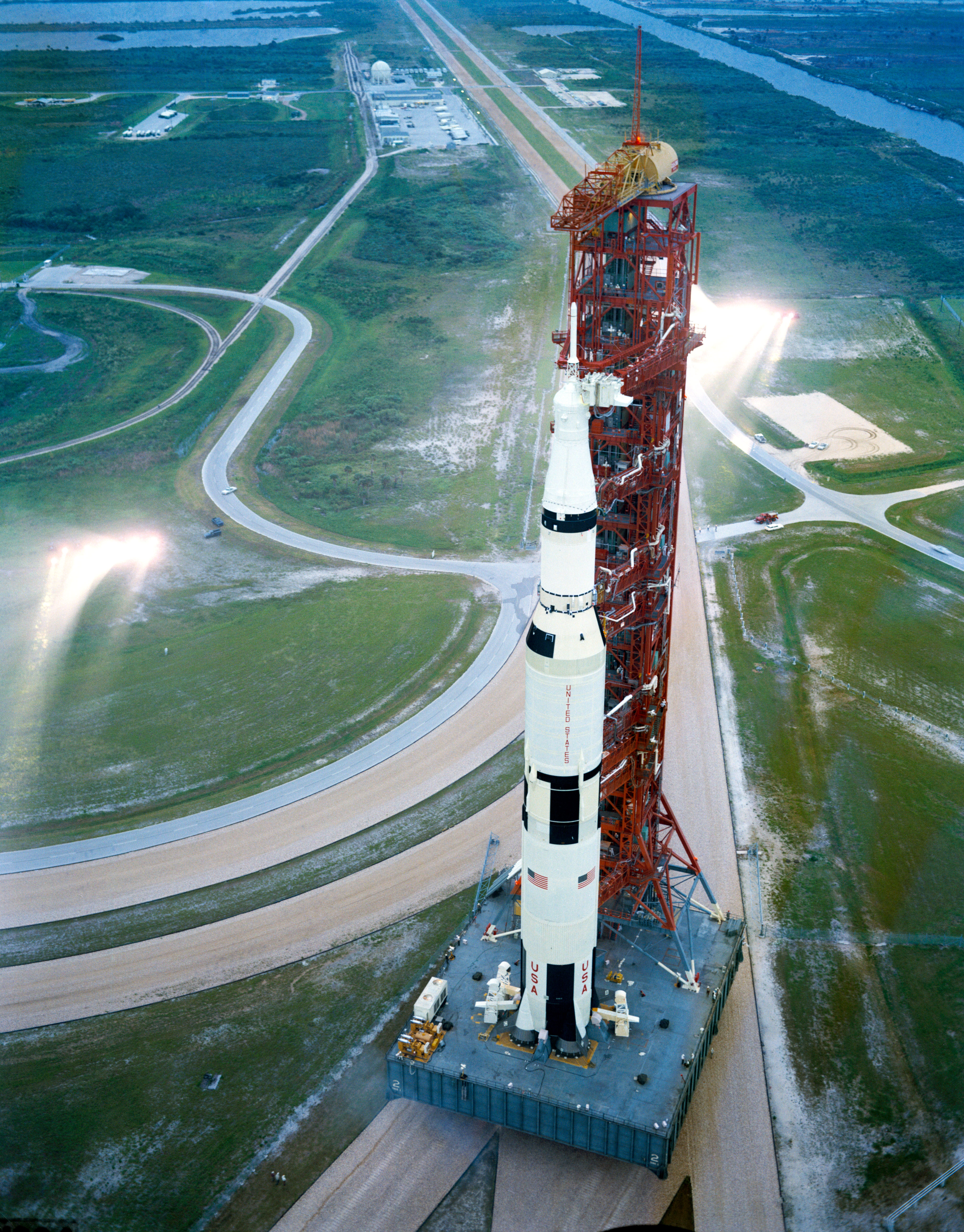
SA-507 trên đường ra bệ phóng, tháng 9 năm 1969

Phương tiện phóng Saturn V SA-507 của Apollo 12 không có thay đổi nào đáng kể so với chiếc dùng trên Apollo 11. NASA đã bổ sung thêm 17 phép đo thiết bị cho SA-507, nâng tổng số lên 1.365 phép đo. Tính cả phi thuyền, toàn bộ phương tiện nặng 6.487.742 pound (2.942.790 kg) vào thời điểm phóng, tăng 9.867 pound (4.476 kg) so với Apollo 11. Trong đó, riêng khối lượng tàu vũ trụ là 110,044 pound (49,915 kg), nặng hơn 398 pound (181 kg) so với tàu vũ trụ của sứ mệnh trước.

#### Quỹ đạo của tầng thứ ba
Sau khi tách khỏi LM, tầng thứ ba S-IVB của Saturn V dự kiến sẽ đi vào quỹ đạo quanh Mặt Trời. Hệ thống đẩy phụ trên S-IVB đã được kích hoạt nhằm lợi dụng lực hấp dẫn từ Mặt Trăng để đẩy tầng tên lửa vào quỹ đạo Mặt Trời. Tuy nhiên, một sự cố xảy ra khiến cho S-IVB bay qua Mặt Trăng ở độ cao quá lớn nên không thể đạt tới vận tốc thoát khỏi Trái Đất. Nó bị kẹt lại trên quỹ đạo Trái Đất bán ổn định cho đến khi thoát khỏi hành tinh xanh vào năm 1971, để rồi quay lại quỹ đạo Địa Cầu 31 năm sau đó. Nhà thiên văn học nghiệp dư Bill Yeung đã phát hiện ra tầng tên lửa và gán cho nó định danh tạm thời J002E3 trước khi người ta xác định đây là một vật thể nhân tạo. Vào năm 2021, tầng tên lửa lại ở quỹ đạo Mặt Trời; các chuyên gia cho rằng nó có thể bị lực hấp dẫn của Trái Đất bắt giữ một lần nữa vào thập niên 2040. Trong các sứ mệnh lên Mặt Trăng tiếp theo, NASA cố tình cho S-IVB đâm vào bề mặt nhằm tạo ra những sự kiện địa chấn để các địa chấn kế đặt trên Mặt Trăng có thể ghi lại và cung cấp dữ liệu về cấu trúc của thiên thể này.

### Tàu vũ trụ

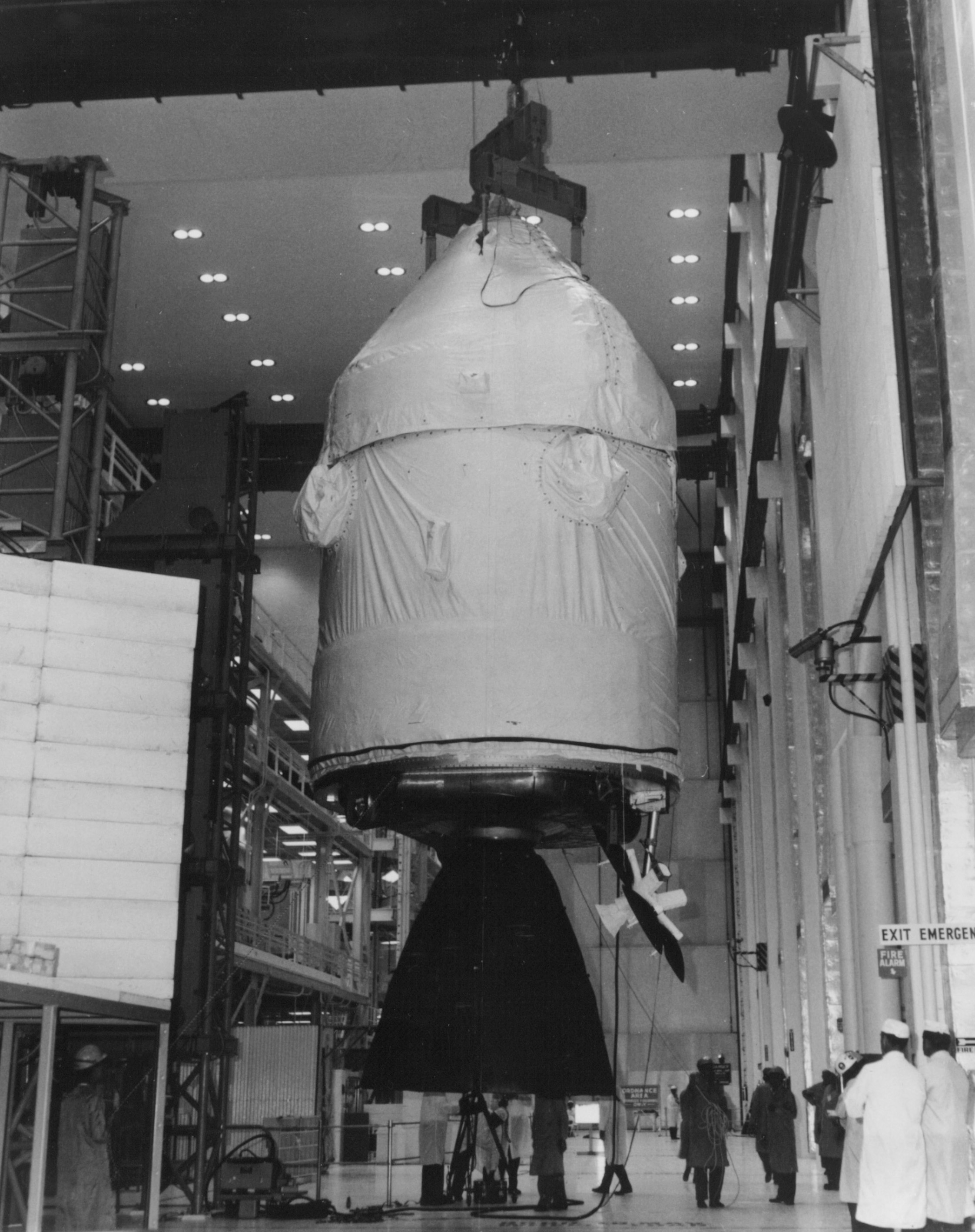
CSM của Apollo 12 trên bệ thử nghiệm, 30 tháng 6 năm 1969

Tàu vũ trụ Apollo 12 bao gồm Mô-đun Chỉ huy 108 và Mô-đun Dịch vụ 108 (gọi chung là Mô-đun Chỉ huy và Dịch vụ 108, hay CSM-108), Mô-đun Mặt Trăng 6 (LM-6), một Hệ thống Thoát hiểm khi Phóng (Launch Escape System, hay LES) và một Spacecraft-Lunar Module Adapter 15 (SLA-15). LES bao gồm ba động cơ tên lửa để đẩy CM tới địa điểm an toàn phòng khi phi vụ phóng bị hủy bỏ không lâu sau khi tiến hành, còn SLA chứa LM và cung cấp một khớp nối cấu trúc giữa Saturn V với LM. SLA này giống hệt với của Apollo 11, trong khi LES có một bộ đánh lửa động cơ đáng tin cậy hơn.
Tín hiệu gọi dành cho CSM là Yankee Clipper, trong khi của LM là Intrepid. Những cái tên liên quan đến biển này được phi hành đoàn đến từ Hải quân lựa chọn trong hàng ngàn tên gọi do các nhân viên nhà thầu chính của mỗi mô-đun tương ứng đề xuất. George Glacken, kỹ sư thử nghiệm chuyến bay tại North American Aviation (đơn vị chế tạo CSM) gợi ý sử dụng Yankee Clipper vì những con tàu như vậy đã "giong buồm ra biển cả một cách oai nghiêm cùng với niềm tự hào và thanh thế đại diện cho một nước Mỹ mới". Intrepid là ý tưởng của Robert Lambert, một nhà quy hoạch tại Grumman (bên xây dựng LM) nhằm gợi lên "quyết tâm không thể lay chuyển của quốc gia này trong việc tiếp tục khám phá vũ trụ, nhấn mạnh đến sự ngoan cường và khả năng chịu đựng thử thách của các phi hành gia".
Không có thay đổi lớn nào đáng kể giữa CSM và LM của Apollo 12 so với Apollo 11. Các chuyên gia đã bổ sung vào CSM một thiết bị tách hydro để ngăn khí này thâm nhập vào bể đựng nước uống – Apollo 11 cũng có một cái nhưng được gắn trên máy phân phối nước nóng lạnh trong buồng lái của CM. Ở sứ mệnh trước, khí hydro trong nước đã khiến phi hành đoàn bị đầy hơi nghiêm trọng. Những thay đổi khác bao gồm củng cố vòng thu hồi (recovery loop) tích hợp sau khi đáp xuống nước, nghĩa là những người bơi đảm nhận nhiệm vụ thu hồi CM sẽ không cần phải gắn vòng phụ trợ. LM cũng được sửa đổi về cấu trúc để có thể mang theo các gói thí nghiệm khoa học triển khai trên bề mặt Mặt Trăng. NASA còn bổ sung thêm hai chiếc võng, giúp phi hành gia có thể nghỉ ngơi một cách thoải mái tại bề mặt, và camera truyền hình màu thay thế cho loại đen trắng dùng trên bề mặt Mặt Trăng trong sứ mệnh Apollo 11.

### ALSEP

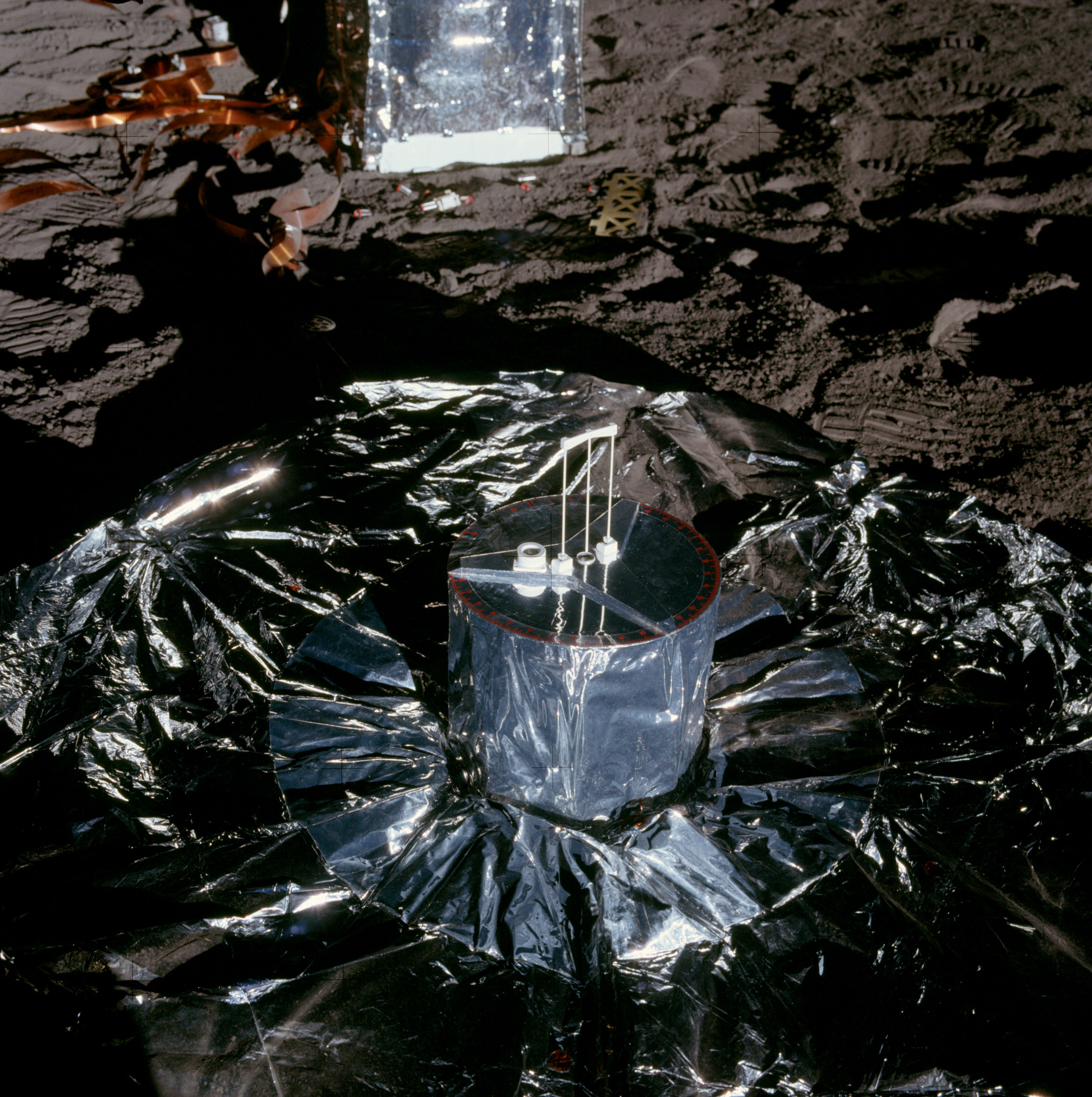
Passive Seismic Experiment của Apollo 12

Apollo Lunar Surface Experiments Package (ALSEP) là một bộ các thiết bị khoa học được thiết kế để phi hành gia Apollo đặt trên bề mặt Mặt Trăng, sau đó tự vận hành cũng như gửi dữ liệu về Trái Đất. Việc phát triển ALSEP chính là một trong những phản ứng của NASA đối với các nhà khoa học phản đối chương trình hạ cánh xuống Mặt Trăng có phi hành đoàn (họ cho rằng tàu robot có thể khám phá Mặt Trăng với chi phí rẻ hơn) bằng cách chỉ ra một vài nhiệm vụ, chẳng hạn như triển khai ALSEP, bắt buộc phải có con người. Năm 1966, hợp đồng thiết kế và chế tạo ALSEP được trao cho Bendix Corporation. Do thời gian mà phi hành đoàn Apollo 11 ở lại trên bề mặt Mặt Trăng là không nhiều, NASA đã phóng lên đó một bộ các thí nghiệm nhỏ hơn gọi là Early Apollo Surface Experiment Package (EASEP). Apollo 12 là sứ mệnh đầu tiên mang theo ALSEP; mỗi sứ mệnh đổ bộ Mặt Trăng tiếp theo đều đưa lên một ALSEP với các bộ phận khác nhau trong đó. Dự kiến, ALSEP của Apollo 12 sẽ được triển khai cách LM ít nhất 300 foot (91 m) để bảo vệ các thiết bị khỏi mảnh vụn tạo ra bởi tầng cất cánh (ascent stage) của LM khi bay lên lại quỹ đạo Mặt Trăng.

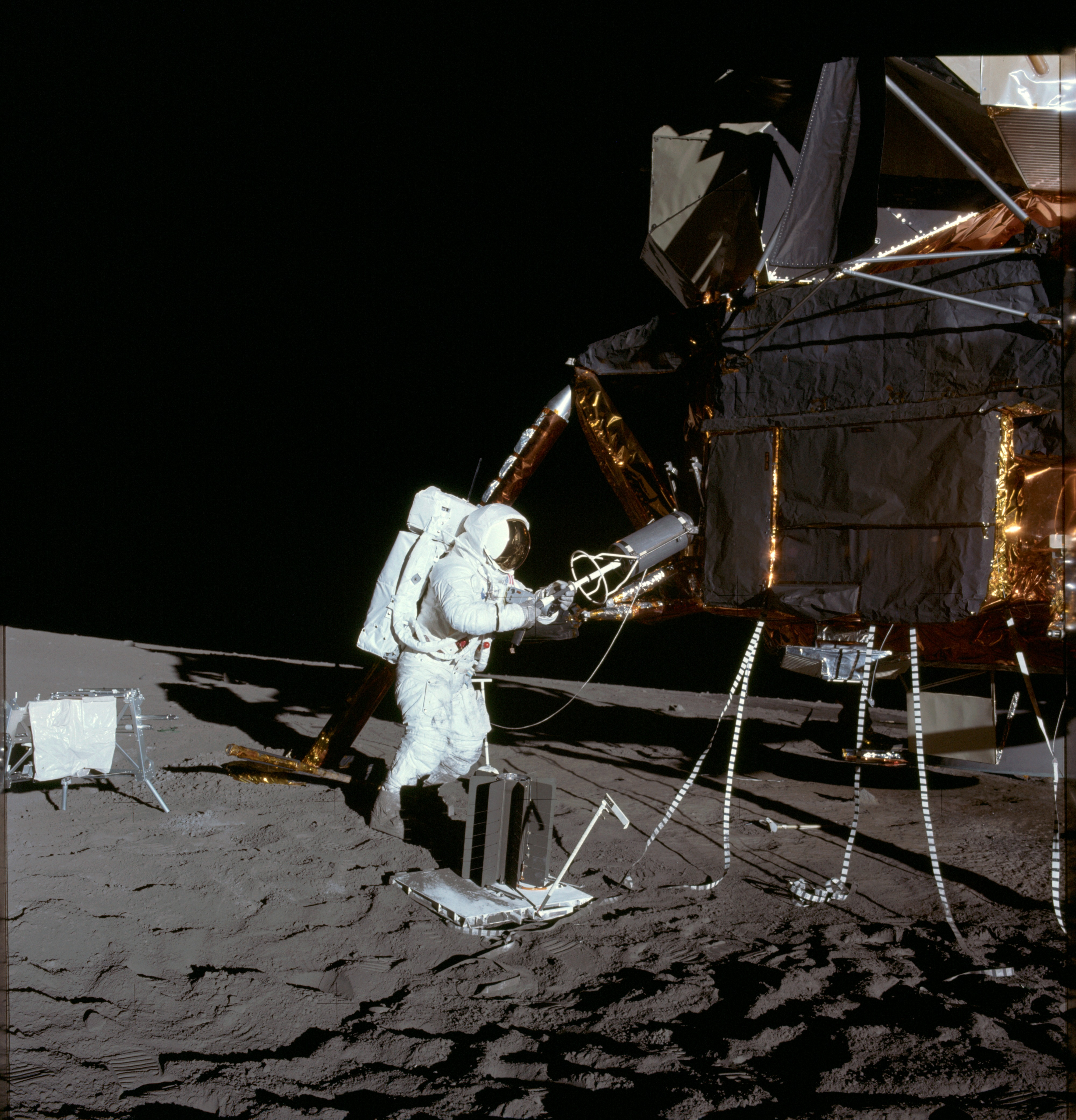
Bean đặt thanh nhiên liệu vào RTG SNAP-27.

ALSEP của Apollo 12 bao gồm một Lunar Surface Magnetometer (LSM) để đo từ trường nơi bề mặt Mặt Trăng, một Lunar Atmosphere Detector (LAD, còn gọi là Cold Cathode Gauge Experiment) nhằm mục đích đo mật độ và nhiệt độ của bầu khí quyển mỏng trên Mặt Trăng cũng như cách mà nó biến đổi, một Lunar Ionosphere Detector (LID, còn gọi là Suprathermal Ion Detector Experiment, hay SIDE) nhằm nghiên cứu các hạt tích điện trong khí quyển Mặt Trăng, và một Solar Wind Spectrometer để đo sức và hướng của gió Mặt Trời trên bề mặt Mặt Trăng – riêng thí nghiệm Solar Wind Composition Experiment đo những thứ cấu tạo nên gió Mặt Trời sẽ được các phi hành gia triển khai và sau đó mang trở lại Trái Đất. Ngoài ra, Dust Detector (tạm dịch là "Máy dò Bụi") cũng sẽ được sử dụng để đo lượng bụi Mặt Trăng tích tụ trên thiết bị. Passive Seismic Experiment của Apollo 12 (PSE) đóng vai trò như một địa chấn kế, dùng đo chấn động Mặt Trăng và các hoạt động khác của lớp vỏ thiên thể này. Thiết bị sẽ được hiệu chuẩn lại bằng tác động gần đó khi tầng cất cánh của LM Apollo 12 bị vứt bỏ về phía bề mặt vệ tinh tự nhiên của Trái Đất, sự kiện mà theo ước tính có sức công phá tương đương với một tấn thuốc nổ TNT.
Các thí nghiệm ALSEP mà Apollo 12 để lại trên Mặt Trăng đều được kết nối với một Central Station (tạm dịch là "Trạm Trung tâm"), bao gồm một máy phát, máy thu, bộ hẹn giờ, bộ xử lý dữ liệu, thiết bị phân phối điện và kiểm soát các thí nghiệm. ALSEP sử dụng năng lượng từ SNAP-27, một máy phát nhiệt điện đồng vị phóng xạ (RTG) do Ủy ban Năng lượng Nguyên tử phát triển. RTG mà Apollo 12 mang theo có chứa plutoni, đánh dấu lần đầu tiên năng lượng nguyên tử được sử dụng trong một tàu vũ trụ có người lái của NASA – trước đây một số vệ tinh của quân đội và NASA cũng dùng những hệ thống tương tự. Lõi plutoni đem lên từ Trái Đất được đựng trong một thùng chứa gắn với chân đáp của LM. Các chuyên gia thiết kế vật đựng này để nó có thể chịu nổi cú tái thâm nhập trong trường hợp sứ mệnh bị hủy bỏ, dù NASA coi đây là điều không thể xảy ra. Chiếc thùng này về sau đã vượt qua cú tái thâm nhập của Apollo 13, sau đó chìm xuống rãnh Tonga ở Thái Bình Dương và dường như không bị rò rỉ phóng xạ.
Ngày 19 tháng 11 năm 1969, các thí nghiệm ALSEP của Apollo 12 được kích hoạt từ Trái Đất. LAD chỉ trả về một lượng nhỏ dữ liệu hữu ích do sự cố nguồn điện sau khi kích hoạt. LSM bị vô hiệu hóa vào ngày 14 tháng 6 năm 1974 cùng với LSM mà Apollo 15 để lại trên Mặt Trăng. Tất cả các thí nghiệm ALSEP sử dụng năng lượng đều ngừng hoạt động vào ngày 30 tháng 9 năm 1977, chủ yếu là do hạn chế về ngân sách.

## Điểm nhấn sứ mệnh

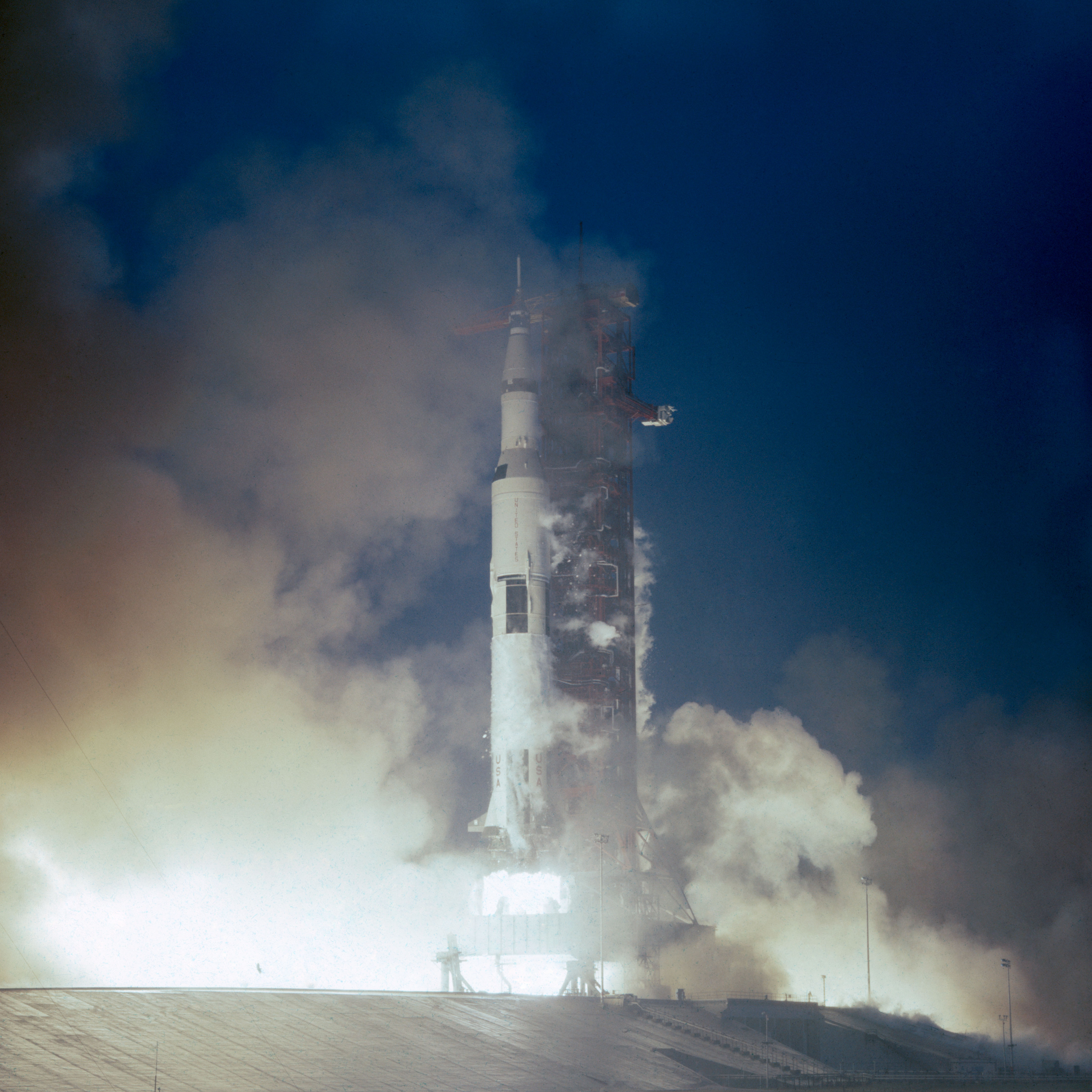
Apollo 12 phóng lên từ Trung tâm Vũ trụ Kennedy, 14 tháng 11 năm 1969

### Phi vụ phóng
16:22:00 UTC (11:22 EST giờ địa phương) ngày 14 tháng 11 năm 1969, Apollo 12 phóng lên tại Trung tâm Vũ trụ Kennedy trước sự chứng kiến của Tổng thống Richard Nixon (đây là lần phóng có phi hành đoàn đầu tiên mà một tổng thống đương nhiệm của Mỹ tham dự) và Phó Tổng thống Spiro Agnew. Đây cũng là thời điểm bắt đầu khung thời gian phóng kéo dài ba giờ bốn phút để tới Mặt Trăng với điều kiện ánh sáng tối ưu tại điểm hạ cánh đã định. Bầu trời khi ấy u ám và đầy mưa, với vận tốc gió trong quá trình bay lên là 151,7 hải lý trên giờ (280,9 km/h; 174,6 mph) (cao nhất trong tất cả các sứ mệnh Apollo). NASA từng có một quy định không cho phóng tàu vào mây vũ tích; quy định này đã bị bãi bỏ và sau đó phương tiện phóng được xác định là chưa bao giờ đi vào đám mây nào như vậy. Nếu như bị trì hoãn, sứ mệnh sẽ phóng vào ngày 16 tháng 11 với bãi đáp dự phòng cách xa Surveyor. Sau thành công của Apollo 11, áp lực thời gian cho cuộc đổ bộ Mặt Trăng cũng không còn, do đó NASA có thể đợi đến tháng 12 để có cơ hội thứ hai tiếp cận hố va chạm Surveyor.
36,5 giây sau khi cất cánh, Saturn V bị sét đánh. Sự phóng tĩnh điện tạo ra hiện tượng tăng vọt điện áp khiến cả ba pin nhiên liệu đều ngừng hoạt động, đồng nghĩa phi thuyền đang phải sử dụng đến pin trên tàu, vốn không có đủ dòng điện để đáp ứng nhu cầu. Lúc 52 giây, cú sét đánh thứ hai làm ảnh hưởng đến thiết bị chỉ báo độ cao hình quả bida số 8. Dù luồng dữ liệu từ xa tại Trung tâm Kiểm soát Sứ mệnh bị nhiễu nhưng Saturn V vẫn tiếp tục bay bình thường; sét không tác động tới hệ thống dẫn đường Saturn V instrument unit, vốn hoạt động độc lập với CSM. Các phi hành gia bất ngờ nhìn thấy một bảng màu đỏ với đèn cảnh báo và chú ý, nhưng họ không xác định được vấn đề là gì.
Quản lý Điện, Môi trường và Vật tư tiêu hao (Electrical, Environmental and Consumables Manager, hay EECOM) tại Kiểm soát Sứ mệnh là John Aaron nhớ ra kiểu sự cố từ xa tương tự trong một thử nghiệm trước đó khi tình trạng mất điện gây trục trặc cho thiết bị điện tử điều hòa tín hiệu (signal conditioning electronics, hay SCE) của CSM, thứ có khả năng chuyển đổi tín hiệu thô từ thiết bị đo lường thành dữ liệu hiển thị trên bảng điều khiển tại Kiểm soát Sứ mệnh. Ông liền thực hiện cuộc gọi, "Giám đốc chuyến bay, EECOM đây. Hãy thử chuyển SCE sang Aux", để chuyển SCE sang nguồn điện dự phòng. Công tắc này khá mơ hồ, ngay cả Giám đốc Chuyến bay Gerald Griffin, CAPCOM Gerald P. Carr và Conrad cũng không biết đó là gì. Chỉ có LMP Bean, với tư cách là kỹ sư của tàu vũ trụ, nhận ra và đã gạt công tắc. Sau đó, dữ liệu viễn trắc trực tuyến trở lại và cho thấy rằng không có sự cố nào nghiêm trọng xảy ra. Bean liền tái kích hoạt pin nhiên liệu để sứ mệnh có thể tiếp tục. Lúc đạt tới quỹ đạo đậu (parking orbtit) của Trái Đất, phi hành đoàn cẩn thận kiểm tra tàu vũ trụ trước khi đánh lửa lại tầng thứ ba S-IVB để phóng chuyển tiếp Mặt Trăng. Các cú sét đánh không gây ra thiệt hại nghiêm trọng nào vĩnh viễn.
Ban đầu, các chuyên gia lo ngại sét đánh có thể làm hỏng bu lông nổ (explosive bolt) dùng để mở khoang dù của Mô-đun Chỉ huy. Họ quyết định không nói với phi hành đoàn mà vẫn tiếp tục kế hoạch bay vì cho rằng đằng nào những nhà du hành cũng khó sống sót nếu dù không bung, kể cả khi hủy bỏ sứ mệnh trên quỹ đạo Trái Đất hay là lúc trở về từ Mặt Trăng, do đó việc hủy bỏ sẽ không đem lại kết quả gì. Tuy nhiên, những chiếc dù đã triển khai thành công và hoạt động bình thường vào cuối nhiệm vụ.

### Hành trình tới Mặt Trăng

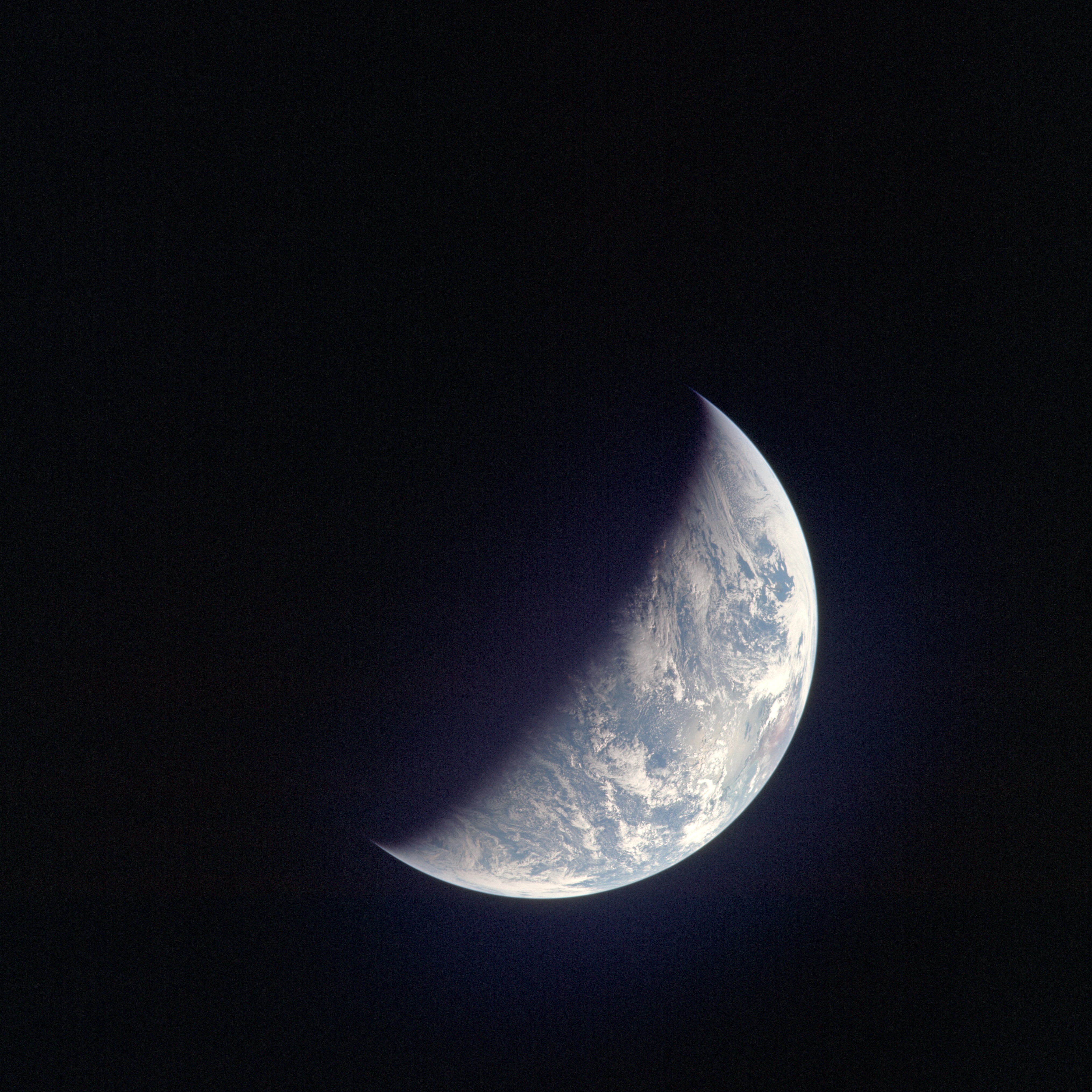
Quang cảnh Trái Đất được chụp trên đường tới Mặt Trăng

Sau những đợt kiểm tra hệ thống kỹ lưỡng trên quỹ đạo Trái Đất, tầng S-IVB đốt cháy phóng chuyển tiếp Mặt Trăng lúc 02:47:22,80, đưa Apollo 12 vào đường bay hướng về phía vệ tinh tự nhiên của Trái Đất. 1 giờ 20 phút sau, CSM tách ra khỏi S-IVB. Tiếp đến, Gordon thực hiện thao tác đổi chỗ, ghép nối và tách rời (transposition, docking, and extraction) để ghép nối với LM và tách tổ hợp phi thuyền khỏi S-IVB, đưa tầng tên lửa vào quỹ đạo Mặt Trời. S-IVB khởi động động cơ bay ra xa tàu vũ trụ, khác với Apollo 11 khi người ta sử dụng động cơ service propulsion system của SM để đưa mô-đun ra xa S-IVB.
Vì lo ngại LM đã bị hư hỏng nghiêm trọng do sét đánh, Conrad và Bean quyết định đi vào mô-đun ngay ngày thứ nhất của chuyến bay để kiểm tra tình trạng. Họ không phát hiện bất kỳ vấn đề nào. Lúc 30:52.44,36, phi hành đoàn tiến hành lần điều chỉnh giữa chặng duy nhất trong hành trình tới Mặt Trăng, đưa con tàu vào quỹ đạo lai, phi free-turn. Những sứ mệnh có người lái trước đây tới quỹ đạo Mặt Trăng đều dùng quỹ đạo free-turn, cho phép quay về Trái Đất dễ dàng trong trường hợp động cơ phi thuyền không khai hỏa để đi vào quỹ đạo Mặt Trăng. Apollo 12 là tàu vũ trụ có người lái đầu tiên áp dụng quỹ đạo free-return lai, yêu cầu một cú đốt cháy khác để quay về Trái Đất, nhưng nếu SPS gặp sự cố, động cơ descent propulsion system (DPS) của LM vẫn có thể đảm nhận nhiệm vụ này. Việc sử dụng quỹ đạo lai giúp kế hoạch sứ mệnh trở nên linh hoạt hơn, ví như cho phép Apollo 12 có thể phóng vào ban ngày và đến được địa điểm hạ cánh đúng thời hạn. Tuy nhiên, dùng quỹ đạo lai cũng đồng nghĩa Apollo 12 phải mất nhiều hơn 8 tiếng để bay tới quỹ đạo Mặt Trăng sau khi phóng chuyển tiếp Mặt Trăng.

### Quỹ đạo Mặt Trăng và đổ bộ

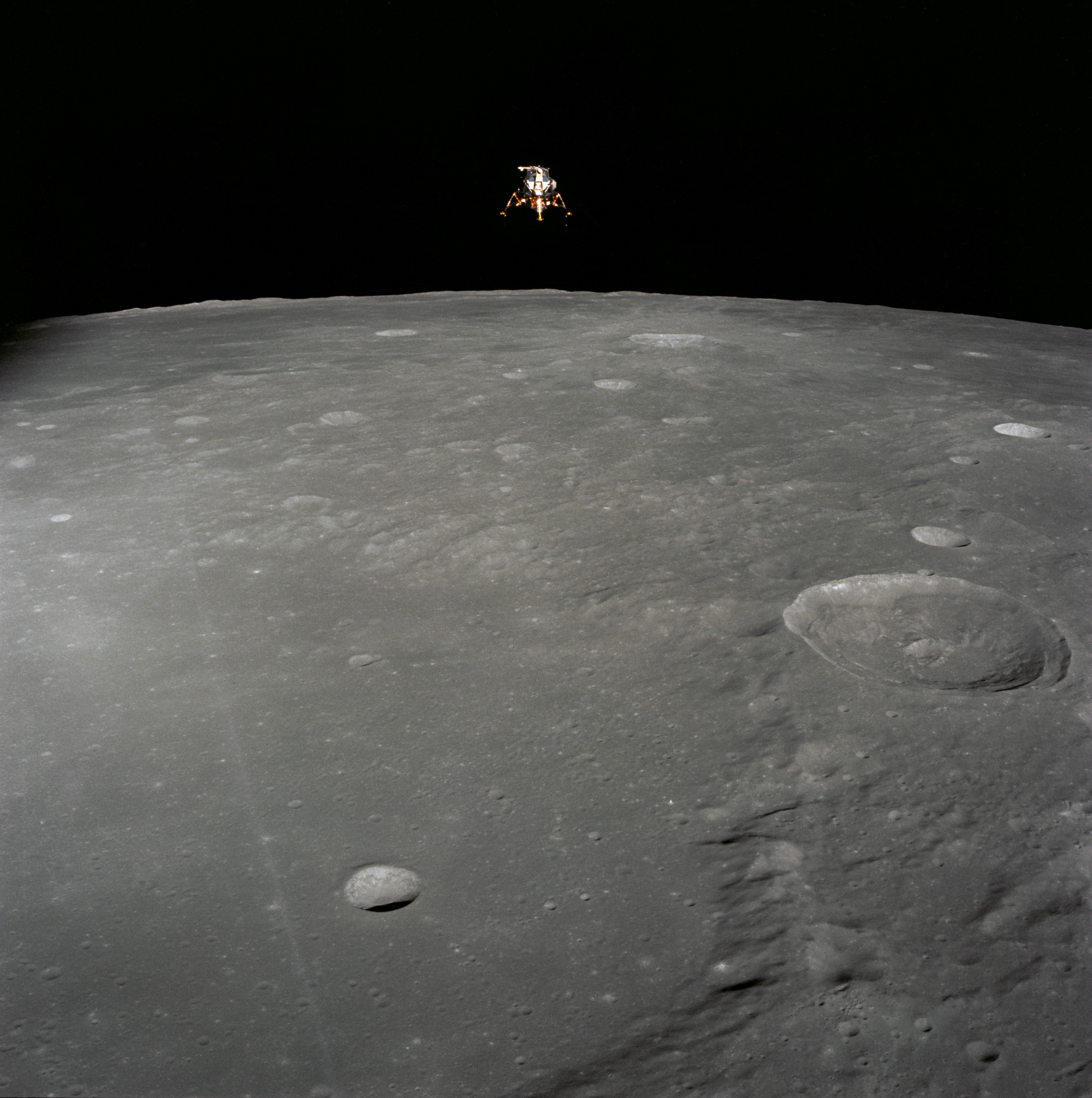
Mô-đun Mặt Trăng Intrepid phía trên Mặt Trăng. Hố va chạm phía dưới bức ảnh là Ammonius; hố lớn bên phải là Herschel. Ảnh do phi hành gia Richard F. Gordon Jr. chụp trên mô-đun chỉ huy Yankee Clipper.

Lúc 83:25:26,36, Apollo 12 đi vào quỹ đạo Mặt Trăng 170,2 nhân 61,66 hải lý (315,2 nhân 114,2 km; 195,9 nhân 70,96 mi) bằng cú đốt cháy trong 352,25 giây của SPS. Ở quỹ đạo đầu tiên, phi hành đoàn thực hiện truyền hình tới Trái Đất với video chất lượng tốt về bề mặt Mặt Trăng. Ở quỹ đạo thứ ba, một cú đốt cháy khác làm tròn quỹ đạo của phi thuyền thành 66,1 nhân 54,59 hải lý (122,4 nhân 101,1 km; 76,07 nhân 62,82 mi). Sang vòng quay tiếp theo, các bước chuẩn bị cho cuộc đổ bộ Mặt Trăng bắt đầu. CSM và LM ngắt ghép nối lúc 107:54:02,3; nửa tiếng sau CSM đốt cháy để tách hai mô-đun ra. Quá trình đốt cháy kéo dài 14,4 giây của một số động cơ đẩy trên CSM dẫn đến việc hai tàu sẽ cách nhau 2,2 hải lý (4,1 km; 2,5 mi) khi LM bắt đầu khai hỏa để di chuyển tới quỹ đạo thấp hơn nhằm chuẩn bị hạ cánh xuống Mặt Trăng.
109:23:39,9, động cơ descent propulsion system của LM bắt đầu đốt cháy trong 29 giây để đưa phi thuyền tới quỹ đạo thấp hơn, nơi mà quá trình hạ cánh bằng động cơ kéo dài 717 giây sẽ diễn ra lúc 110:20:38,1. Conrad đã được đào tạo để liệu trước một hố va chạm dạng "Người tuyết" có thể nhìn thấy khi tàu vũ trụ "nghiêng" (pitchover), trong đó hố va chạm Surveyor nằm ở trung tâm, nhưng ông vẫn lo bản thân sẽ không nhìn thấy bất kỳ hình dạng nào. Một lúc sau, nam phi hành gia ngạc nhiên ngay khoảnh khắc phát hiện Người tuyết ở địa điểm dự kiến, đồng nghĩa với việc tàu đang đi đúng hướng. Conrad liền điều khiển thủ công đáp LM xuống khu vực gần hố va chạm Surveyor, nơi mệnh danh là "Pete's Parking Lot" (tạm dịch: "Bãi Đậu xe của Pete"). Tuy nhiên, địa điểm này lại gồ ghề hơn dự kiến khiến Conrad phải thao tác và đáp LM cách tàu thăm dò Surveyor 535 foot (163 m) lúc 110:32:36,2 (06:54:36 UTC ngày 19 tháng 11 năm 1969). Đây cũng chính là một trong những mục tiêu của nhiệm vụ, yêu cầu phi hành phải đoàn hạ cánh chính xác gần tàu Surveyor.
Tọa độ trên Mặt Trăng của bãi đáp là 3,01239° vĩ bắc, 23,42157° kinh tây. Cú hạ cánh khiến cho bụi phun với tốc độ cao vào tàu thăm dò Surveyor. Lát sau, phi hành đoàn xác định rằng quá trình phun đã loại bỏ nhiều bụi hơn so với lượng mà nó mang đến cho Surveyor. Trước đó, tàu thăm dò bị phủ một lớp bụi mỏng khiến cho nó có màu nâu tanin như các phi hành gia đã quan sát thấy, nhưng toàn bộ phần bề mặt hứng chịu bụi phun đều được khôi phục trở lại màu trắng ban đầu thông qua việc loại bỏ bụi Mặt Trăng.

### Các hoạt động trên bề mặt Mặt Trăng
Khi người thấp nhất trong nhóm những phi hành gia đầu tiên là Conrad đặt chân lên bề mặt Mặt Trăng, ông đã nói "Hoan hô! Ôi trời, dù Neil coi đây là một bước đi nhỏ bé, nhưng đối với tôi thì nó khá dài đấy". Đây không phải là một nhận xét ngẫu hứng: Conrad đã cược với phóng viên Oriana Fallaci 500 đô la Mỹ rằng ông sẽ nói những từ này sau khi bà thắc mắc liệu có phải NASA đã hướng dẫn Neil Armstrong phát ngôn khi đặt chân lên Mặt Trăng hay không. Conrad về sau thừa nhận mình chưa bao giờ lấy được số tiền đó.

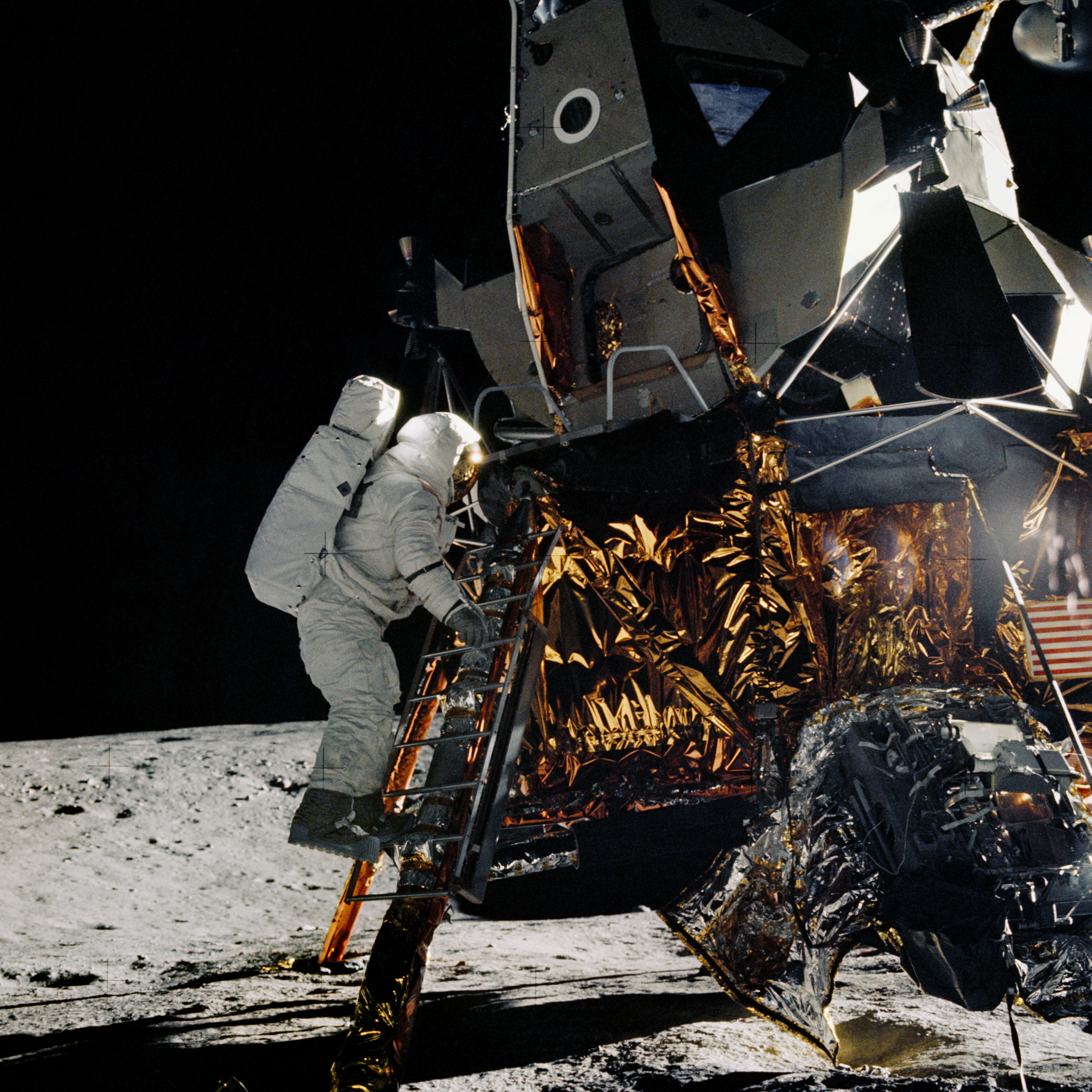
Bean chuẩn bị đặt chân lên bề mặt Mặt Trăng.

Để cải thiện chất lượng hình ảnh truyền hình từ Mặt Trăng, một camera màu đã được mang theo trên Apollo 12 (không giống như camera đơn sắc trên Apollo 11). Khi Bean đem camera đặt gần LM để thiết lập, ông vô tình hướng nó trực tiếp vào Mặt Trời khiến ống Truyền dẫn Electron Thứ cấp (Secondary Electron Conduction, hay SEC) bị phá hủy. Buổi truyền hình về sứ mệnh do đó cũng chấm dứt ngay lập tức.
Sau khi dựng lá cờ Hoa Kỳ lên Mặt Trăng, Conrad và Bean dành phần lớn khoảng thời gian còn lại của chuyến EVA đầu tiên để triển khai ALSEP. Có một số khó khăn nhỏ trong quá trình triển khai. Bean gặp vấn đề khi lấy thanh nhiên liệu plutoni của RTG ra khỏi thùng bảo vệ và các phi hành gia phải dùng búa đập vào thùng để làm thanh nhiên liệu bật ra. Một số gói ALSEP cũng khá khó dàn xếp, mặc dù các phi hành gia sau đó đều thực hiện thành công. Với việc PSE có thể phát hiện dấu chân khi họ quay trở lại LM, hai phi hành gia đã đem về một ống lõi chứa đầy vật liệu Mặt Trăng và thu thập thêm các mẫu vật khác. Chuyến EVA đầu tiên kéo dài 3 giờ, 56 phút và 3 giây.
Theo kế hoạch, có bốn chuyến đi địa chất dựa trên địa điểm mà LM hạ cánh. Conrad đã dừng giữa hai trong số những bãi đáp tiềm năng này, và trong khoảng thời gian giữa EVA đầu tiên với lần nghỉ ngơi sau đó, các nhà khoa học ở Houston đã kết hợp hai chuyến đi thành một, giúp cho Conrad và Bean có thể bắt đầu di chuyển từ nơi hạ cánh. Hành trình mới có dạng hình tròn mấp mô. Khi hai phi hành gia xuất hiện từ LM 13 tiếng sau chuyến EVA đầu tiên, điểm dừng chân thứ nhất là hố va chạm Head cách LM 100 thước Anh (91 m). Tại đây, Bean để ý dấu chân của Conrad và thấy có vật liệu nhẹ hơn bên dưới, chỉ ra cho sự hiện diện của vật chất bắn từ miệng núi lửa Copernicus cách đó 230 dặm (370 km) về phía bắc, thứ mà các nhà khoa học hy vọng sẽ tìm thấy khi kiểm tra những bức ảnh chụp từ trên cao của địa điểm này. Sau nhiệm vụ, mẫu vật thu thập từ Head cho phép các nhà địa chất xác định niên đại của cú va chạm hình thành nên Copernicus – theo kết quả ban đầu là khoảng 810 triệu năm trước.

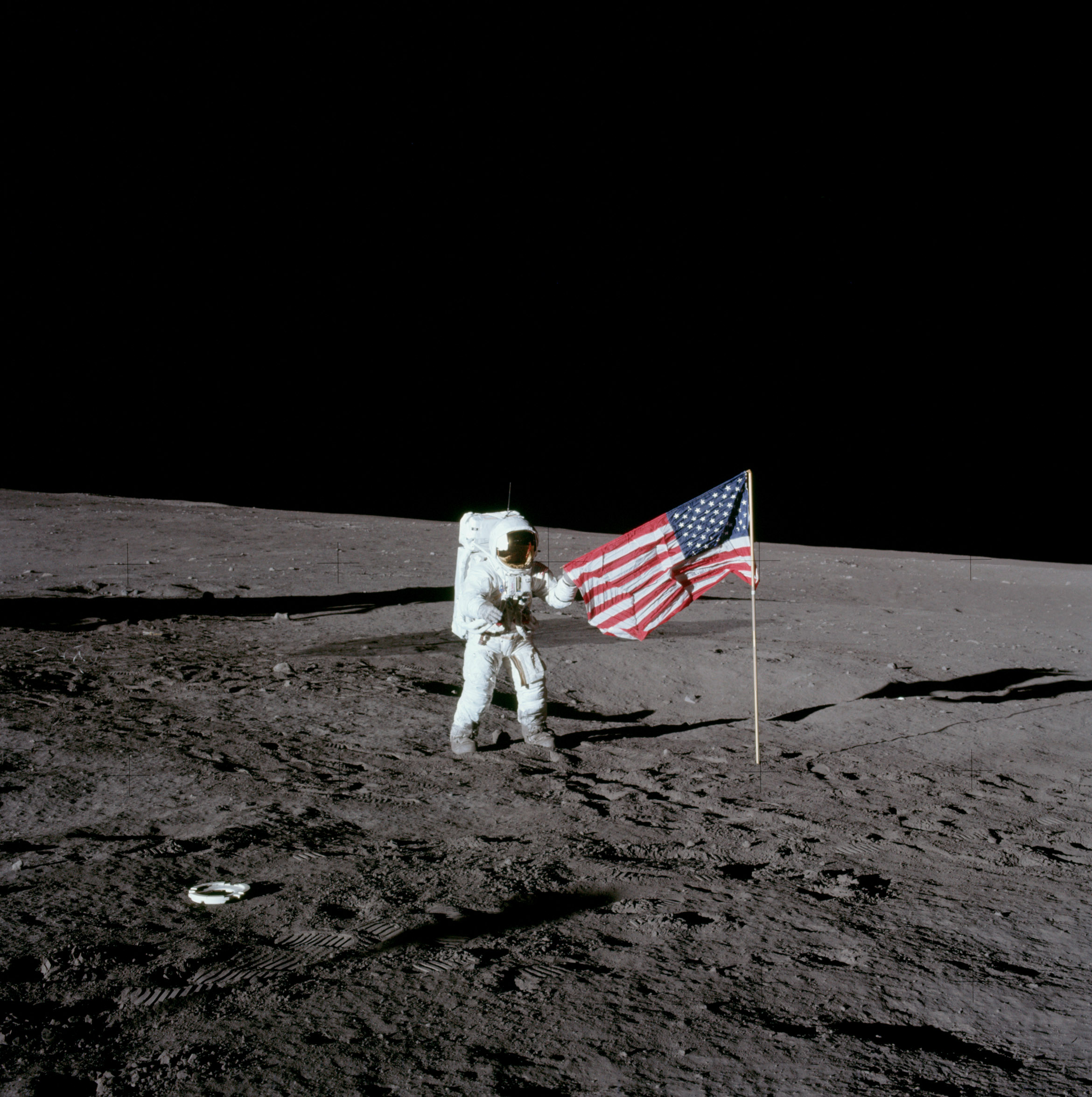
Conrad bên lá cờ Mỹ

Các phi hành gia tiến đến hố Bench rồi hố Sharp và qua hố Halo trước khi đến hố Surveyor, nơi tàu thăm dò Surveyor 3 hạ cánh. Do lo ngại nền đất nguy hiểm hoặc bị tàu lật đổ lên người, họ đã tiếp cận Surveyor một cách cẩn thận. Đầu tiên, họ đi xuống một hố nông gần đó rồi di chuyển vòng quanh để tiếp cận tàu vũ trụ. Lúc này họ lại thấy nền đất khá rắn chắc và tàu thăm dò thì vững chãi. Hai phi hành gia tiến hành thu thập một số mảnh của Surveyor, bao gồm cả camera truyền hình, cũng như lấy những tảng đá từng được nghiên cứu trước đó qua camera trên tàu thăm dò. Conrad và Bean đã mua một bộ hẹn giờ tự động cho các máy ảnh Hasselblad và lén mang nó theo mà không báo cho Kiểm soát Sứ mệnh; họ dự định chụp ảnh tự sướng cùng với tàu thăm dò. Nhưng khi cần sử dụng, họ lại không thể tìm thấy nó trong số các mẫu vật Mặt Trăng trong Hộp đựng Dụng cụ Cầm tay (Hand Tool Carrier). Trước khi quay trở lại khu vực gần LM, Conrad và Bean đi đến hố Block nằm bên trong hố Surveyor. Chuyến EVA thứ hai kéo dài 3 giờ, 49 phút, 15 giây với quãng đường di chuyển là 4.300 foot (1.300 m). Trong hai lần EVA, Conrad và Bean đi xa tới 1.350 foot (410 m) so với LM và thu thập 73,75 pound (33,45 kg) mẫu vật.

### Các hoạt động đơn lẻ trên quỹ đạo Mặt Trăng

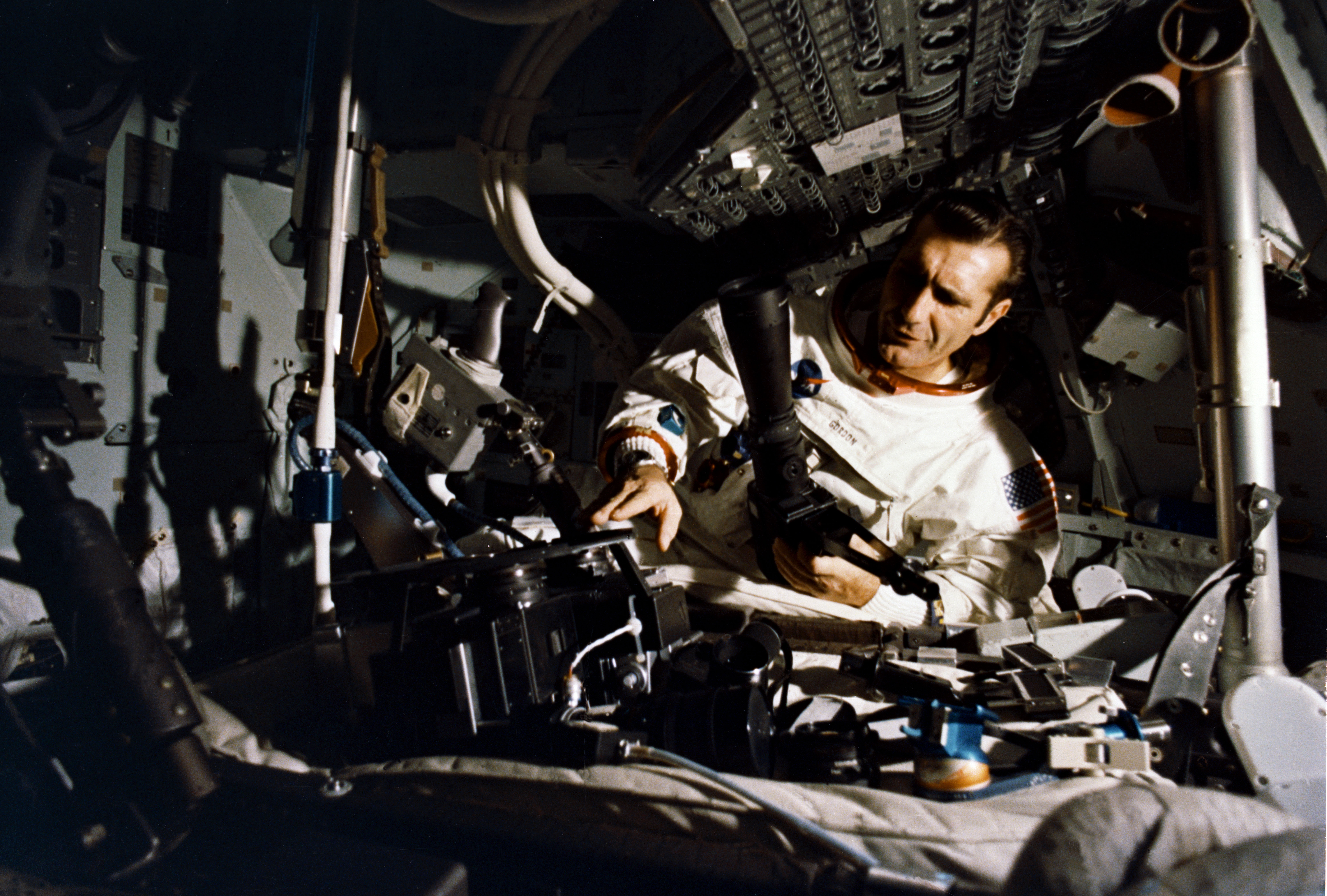
Gordon bên trong thiết bị mô phỏng CM

Sau khi LM khởi hành, Gordon không nói gì nhiều do Trung tâm Kiểm soát Sứ mệnh đang tập trung vào cuộc đổ bộ Mặt Trăng. Lúc hạ cánh thành công, Gordon gửi lời chúc mừng và ở quỹ đạo tiếp theo, ông đã phát hiện ra LM với Surveyor dưới mặt đất rồi truyền đạt lại vị trí của họ đến Houston. Trong lần EVA thứ nhất, Gordon chuẩn bị cho thao tác thay đổi mặt phẳng (plane change maneuver), một cú đốt cháy để thay đổi quỹ đạo của CSM nhằm bù đắp cho sự quay của Mặt Trăng, mặc dù đôi khi viên phi công gặp khó khăn trong việc giao tiếp với Houston vì Conrad và Bean đang sử dụng cùng một mạch liên lạc. Khi hai nhà du hành trở lại LM, Gordon tiến hành đốt cháy, giúp đảm bảo tàu sẽ ở đúng vị trí để gặp LM khi mô-đun này phóng lên từ Mặt Trăng.
Khi ở một mình trên quỹ đạo, Gordon tiến hành Lunar Multispectral Photography Experiment (tạm dịch: "Thí nghiệm Chụp ảnh Đa phổ Mặt Trăng"), sử dụng bốn máy ảnh Hasselblad xếp thành một vòng tròn và hướng qua cửa sổ của CM. Mỗi máy ảnh có bộ lọc màu khác nhau và cùng lúc chụp nhiều bức ảnh, cho thấy các đặc điểm của Mặt Trăng tại những điểm khác nhau trên quang phổ. Phân tích hình ảnh có thể tiết lộ những màu sắc mà mắt thường không nhìn thấy hoặc không thể phát hiện được bằng phim màu thông thường, cũng như giúp thu thập thông tin về thành phần của các địa điểm mà con người sẽ không ghé thăm trong tương lai gần. Trong số các địa điểm được nghiên cứu có những bãi đáp dự kiến cho các sứ mệnh Apollo tiếp theo.

### Trở về

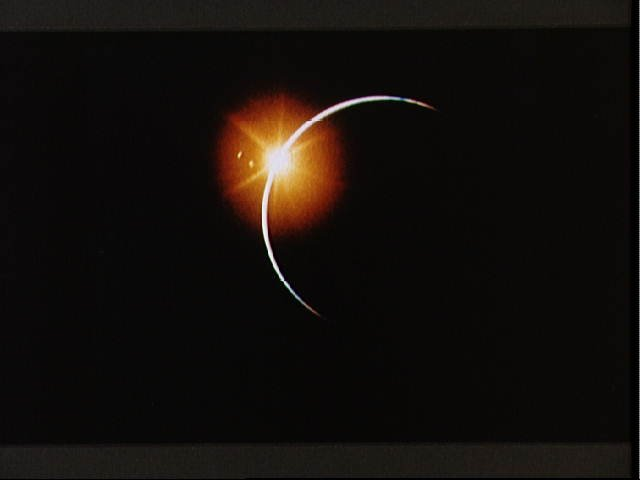
Hiện tượng nhật thực nhìn từ Apollo 12

LM Intrepid cất cánh khỏi Mặt Trăng vào 143:03:47,78, hay 14:25:47 UTC ngày 20 tháng 11 năm 1969; qua một vài thao tác, CSM và LM ghép nối lại sau 3 giờ. Lúc 147:59:31,6, tầng cất cánh của LM bị loại bỏ, không lâu sau CSM cũng rời đi. Dưới sự điều khiển từ Trái Đất, lượng thuốc phóng còn lại trên LM bị đốt cháy đến cạn kiệt, gây ra một cú va chạm với Mặt Trăng cách bãi đáp của Apollo 12 39 hải lý (72 km; 45 mi). Địa chấn kế mà phi hành gia để lại trên bề mặt đã ghi lại những rung động kết quả trong hơn một giờ.
Phi hành đoàn dành ra một ngày ở lại quỹ đạo Mặt Trăng để chụp ảnh bề mặt, bao gồm địa điểm hạ cánh tiềm năng cho các cuộc đổ bộ Apollo tương lai. Thao tác thay đổi mặt phẳng lần thứ hai diễn ra lúc 159:04:45,47 và kéo dài trong 19,25 giây.
172:27:16,81 trong sứ mệnh, phi hành đoàn đốt cháy phóng chuyển tiếp Trái Đất (trans-Earth injection) trong 130,32 giây, đưa CSM Yankee Clipper hướng về hành tinh mẹ. Hai lần đốt hiệu chỉnh ngắn giữa chặng cũng đã được thực hiện trên đường về. Phi hành đoàn còn tiến hành lần phát sóng truyền hình cuối cùng, trong đó họ sẽ trả lời các câu hỏi mà giới truyền thông đưa ra. Nhìn chung, họ có rất nhiều thời gian để nghỉ ngơi trên đường trở về Trái Đất. Một sự kiện đáng chú ý là chụp ảnh nhật thực khi Trái Đất nằm giữa tàu vũ trụ và Mặt Trời; Bean mô tả đó là cảnh tượng ngoạn mục nhất của sứ mệnh.

### Splashdown
20:58:24 UTC ngày 24 tháng 11 năm 1969, Yankee Clipper trở về Trái Đất bằng cú splashdown xuống Nam Thái Binh Dương, cách Pago Pago 375 dặm (604 km) về phía đông. Cú hạ cánh mạnh đến nỗi khiến cho một chiếc máy ảnh bật ra và đập vào trán Bean. Sau khi lên USS Hornet, phi hành đoàn bước vào Mobile Quarantine Facility (MQF, tạm dịch là "Cơ sở Cách ly Di động") trong khi mẫu vật Mặt Trăng và các bộ phận của Surveyor được gửi bằng đường hàng không đến Lunar Receiving Laboratory (LRL) ở Houston. Ngày 28 tháng 11, Hornet cập cảng ở Hawaii, sau đó MQF được đưa tới Căn cứ không quân Ellington (nằm gần Houston) và cuối cùng chuyển sang LRL. Các phi hành gia chịu kiểm dịch tại đây cho đến khi hết hạn cách ly vào ngày 10 tháng 12.

## Huy hiệu sứ mệnh
Miếng vá (patch) nhiệm vụ Apollo 12 cho thấy lý lịch hải quân của phi hành đoàn khi cả ba đều là chỉ huy Hải quân Mỹ vào thời điểm thực hiện sứ mệnh. Trên miếng vá có hình ảnh một chiếc thuyền buồm clipper đang tiếp cận Mặt Trăng, đại diện cho CM Yankee Clipper. Chiếc thuyền tạo nên một vệt lửa với lá cờ Hoa Kỳ treo trên cột. Đường viền màu vàng chứa tên sứ mệnh APOLLO XII cùng tên ba thành viên phi hành đoàn. Bên ngoài viền vàng là một đường viền nhỏ màu xanh biển. Trên miếng vá có bốn ngôi sao – ba ngôi sao đại diện cho ba phi hành gia Apollo 12 và một ngôi sao tượng trưng cho Clifton Williams, LMP ban đầu trong phi hành đoàn của Conrad đã thiệt mạng vào năm 1967. Bean là người đề xuất đặt ngôi sao tại đó để tưởng nhớ cố phi công mô-đun Mặt Trăng mà ông thay thế.
Huy hiệu do phi hành đoàn thiết kế với sự trợ giúp của một số nhân viên các nhà thầu của NASA. Phần bề mặt vệ tinh tự nhiên của Trái Đất xuất hiện trên huy hiệu là từ quả cầu Mặt Trăng mà các kỹ sư chụp tại thư viện, trong đó có cả khu vực nơi Apollo 12 hạ cánh. Chiếc clipper được thiết kế dựa trên những bức ảnh về con thuyền tương tự do Bean thu thập.

## Kết quả và vị trí phi thuyền

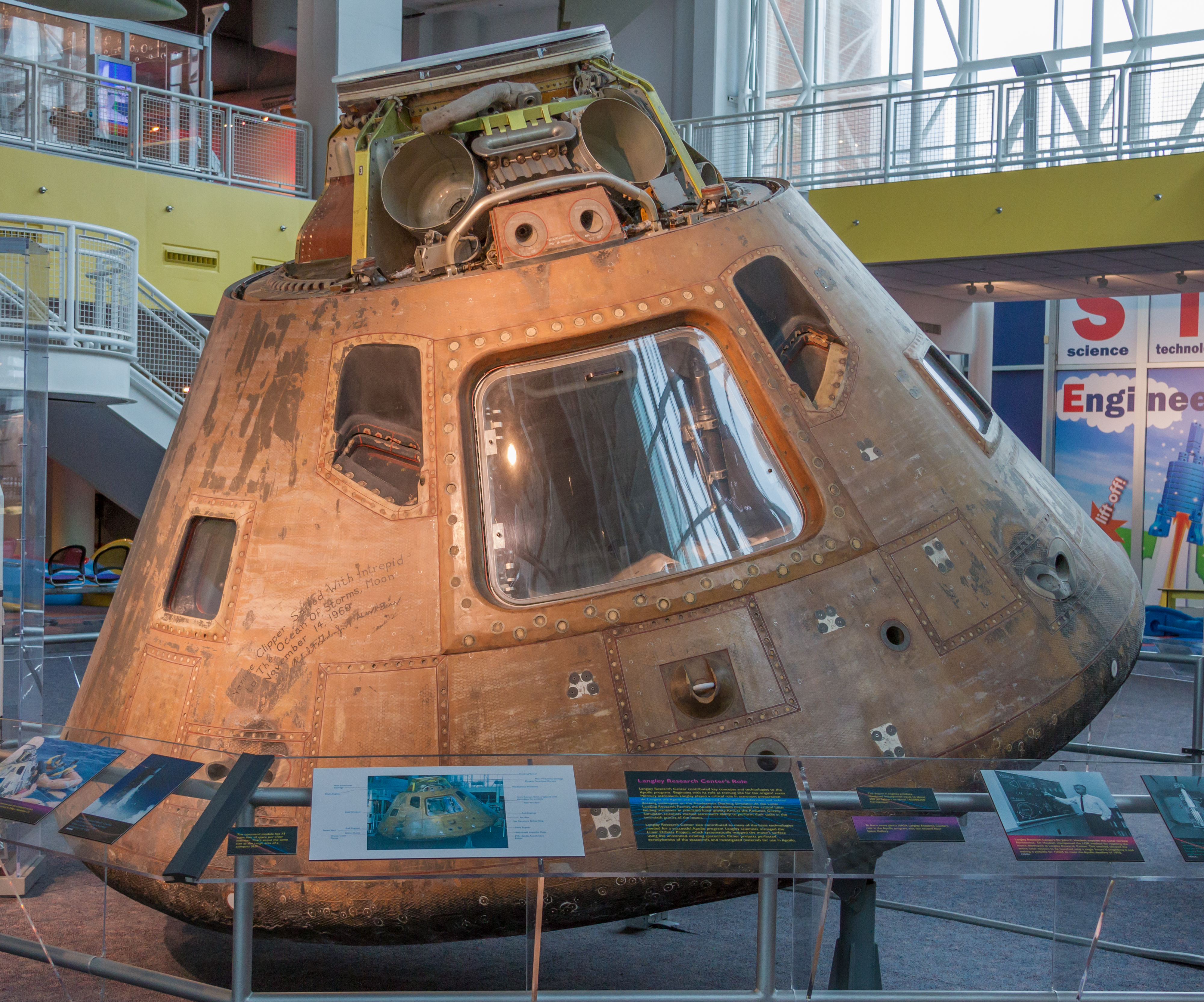
CM Yankee Clipper của Apollo 12 trưng bày tại Virginia Air and Space Center ở Hampton, Virginia

Sau sứ mệnh, Conrad thuyết phục đồng đội cùng ông tham gia chương trình Skylab vì nam phi hành gia cảm thấy đây là cơ hội tốt nhất để có thể tiếp tục bay vào vũ trụ. Bean chấp thuận và đã chỉ huy nhiệm vụ Skylab 3 trong khi Conrad chỉ huy Skylab 2, sứ mệnh có người lái đầu tiên lên trạm vũ trụ. Gordon vẫn muốn được đi bộ trên Mặt Trăng nên ông quyết định ở lại chương trình Apollo và đóng vai trò chỉ huy dự phòng của Apollo 15. Ông lẽ ra sẽ chỉ huy Apollo 18, nhưng sứ mệnh đó đã bị hủy bỏ và Gordon không còn cơ hội bay vào vũ trụ nữa.
Mô-đun chỉ huy Yankee Clipper của Apollo 12 ban đầu trưng bày ở Triển lãm hàng không Paris rồi sau đó đặt tại Trung tâm Nghiên cứu Langley ở Hampton, Virginia, với quyền sở hữu chuyển giao cho Viện Smithsonian vào năm 1971. Hiện mô-đun đang triển lãm ở Virginia Air and Space Center, Hampton.
Trung tâm Kiểm soát Sứ mệnh đã kích hoạt từ xa các động cơ đẩy của mô-đun dịch vụ nhằm đưa phi thuyền thoát khỏi bầu khí quyển và đi vào quỹ đạo có viễn điểm cao. Tuy nhiên, việc thiếu dữ liệu theo dõi để xác nhận sự kiện này khiến người ta kết luận rằng rất có thể con tàu đã bị đốt cháy trong bầu khí quyển tại thời điểm CM tái thâm nhập. Tầng S-IVB vẫn ở trên quỹ đạo quanh Mặt Trời và đôi khi cũng chịu sự ảnh hưởng của Trái Đất.
Tầng cất cánh (ascent stage) của LM Intrepid va chạm với Mặt Trăng vào 22:17:17,7 UT (17:17 EST) ngày 20 tháng 11 năm 1969 tại tọa độ 3°56′N 21°12′T / 3,94°N 21,2°T. Năm 2009, tàu quỹ đạo Lunar Reconnaissance Orbiter (LRO) đã chụp ảnh bãi đáp của Apollo 12, nơi có tầng hạ cánh, ALSEP, phi thuyền Surveyor 3 và dấu chân các phi hành gia. Năm 2011, LRO quay trở lại địa điểm này nhưng ở quỹ đạo thấp hơn để chụp ảnh với độ phân giải cao.

### Các báo cáo của NASA
- "Apollo 12 Preliminary Science Report" (PDF), NASA, NASA SP-235, 1970
- "Analysis of Apollo 12 Lightning Incident", (PDF) Tháng 2 năm 1970
- "Analysis of Surveyor 3 material and photographs returned by Apollo 12" (PDF) 1972
- "Examination of Surveyor 3 surface sampler scoop"(PDF) 1971
- "Table 2-40. Apollo 12 Characteristics" từ NASA Historical Data Book: Volume III: Programs and Projects 1969–1978 của Linda Neuman Ezell, NASA History Series (1988)
- The Apollo Spacecraft: A Chronology Lưu trữ ngày 9 tháng 12 năm 2017 tại Wayback Machine NASA, NASA SP-4009
- "Apollo Program Summary Report" (PDF), NASA, JSC-09423, Tháng 4 năm 1975

### Đa phương tiện
- Phim ngắn Apollo 12: Pinpoint For Science có thể được tải miễn phí về từ Internet Archive
- "Apollo 12: Pinpoint For Science" trên YouTube
- "Apollo 12: The Bernie Scrivener Audio Tapes" – Các bản ghi âm của Apollo 12 tại Apollo 12 Flight Journal
- "Apollo 12: There and Back Again" – Bản trình chiếu ảnh của tạp chí Life
- "Moon Shot: The Flight of Apollo XII" (50th Anniversary – November 20, 1969–2019) (PDF). tháng 6 năm 1994. Bản gốc (PDF) lưu trữ ngày 1 tháng 10 năm 2021.
- "Apollo 12: Patch" Lưu trữ ngày 10 tháng 8 năm 2012 tại Wayback Machine – Hình ảnh miếng vá sứ mệnh Apollo 12